# Neroccio di Bartolomeo de' Landi

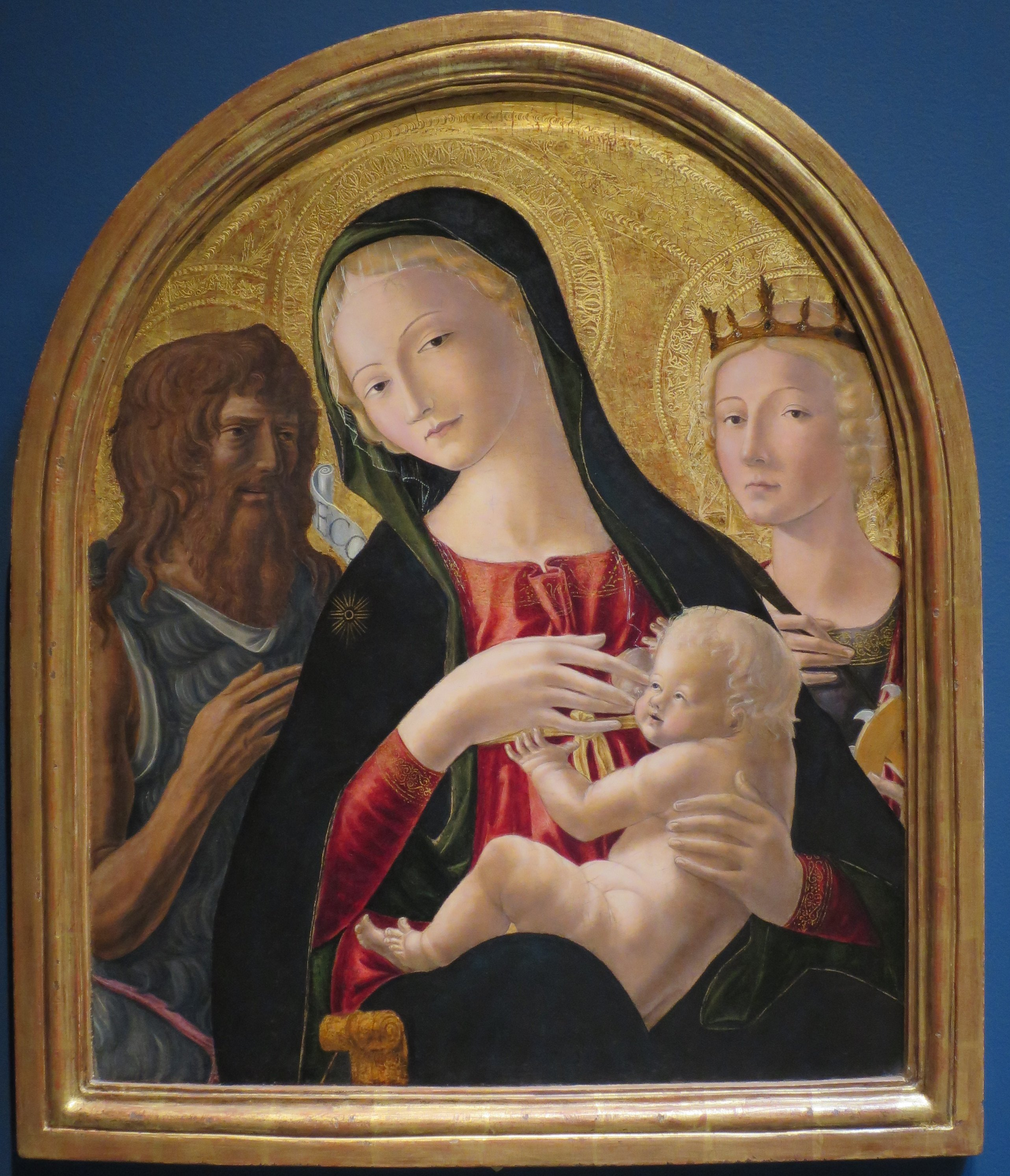
Madonna col Bambino tra San Giovanni Battista e Santa Caterina d'Alessandria (1478-1480)

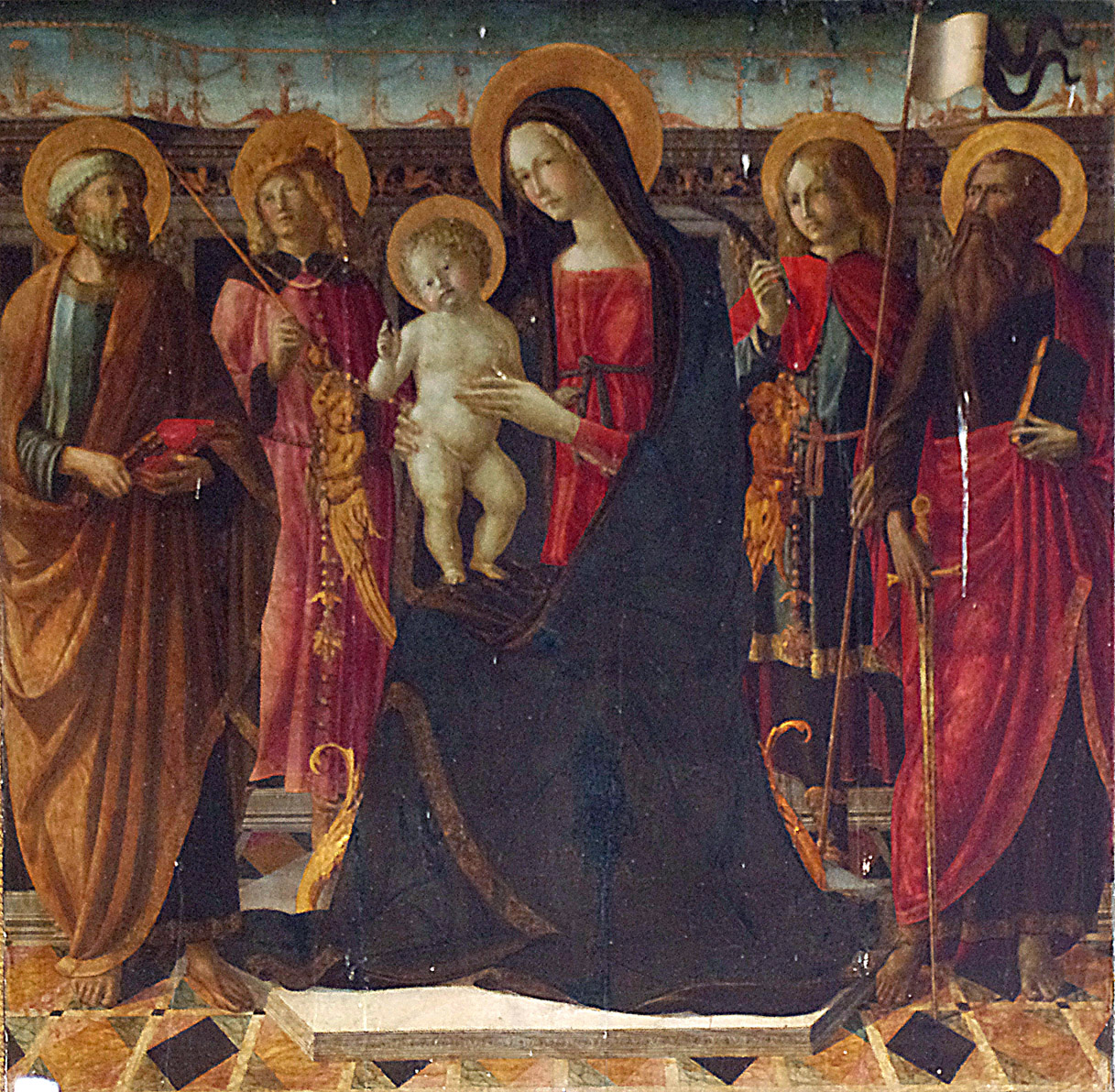
Madonna col Bambino tra i Santi Paolo, Giacomo, Pietro e Luigi re (1496)

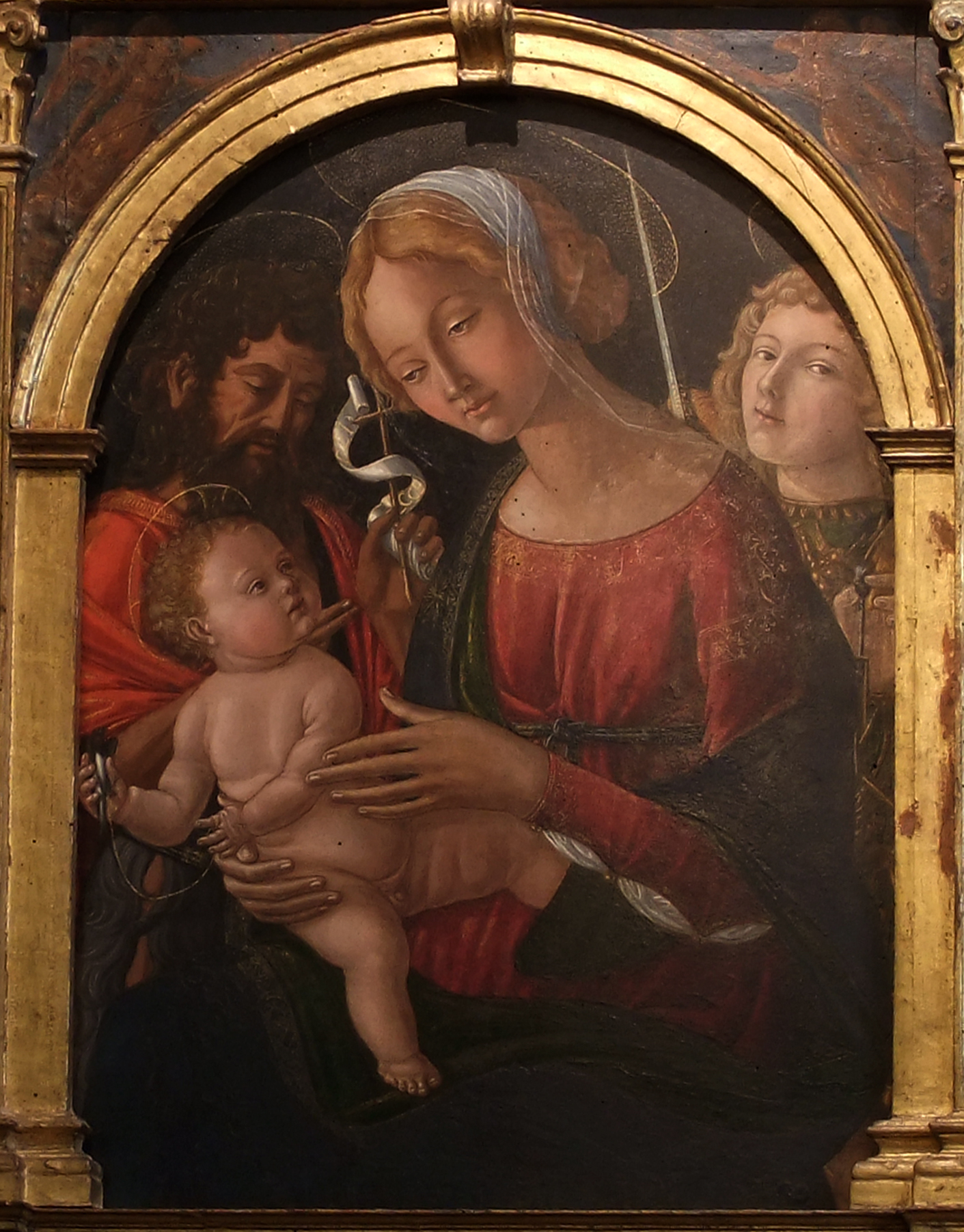
Madonna col Bambino, San Giovanni Battista e San Michele Arcangelo. Oratorio della Compagnia della Santissima Trinità (Siena)

Neroccio di Bartolomeo de' Landi (Siena, giugno 1447 – Siena, 1500) è stato un pittore e scultore italiano del primo Rinascimento a Siena.

## Biografia e opere
In età giovanile allievo del Vecchietta, successivamente entrò nella bottega di Francesco di Giorgio dal 1468. Dipinse delle scene della vita di San Benedetto, ora agli Uffizi, probabilmente in collaborazione con Francesco di Giorgio, e una Madonna col Bambino tra San Girolamo e San Bernardo, che è nella Pinacoteca di Siena. Nel 1472 dipinse un Assunzione per l'Abbazia di Monte Oliveto Maggiore, e nel 1475 scolpì una statua di Santa Caterina da Siena per la chiesa senese a lei dedicata (Oratorio della Nobile Contrada dell'Oca).
Sensibile alle novità introdotte a Siena da Liberale da Verona e Gerolamo da Cremona subì maggiormente l'influenza di Francesco di Giorgio con cui sciolse il sodalizio nel 1475. Nel 1483, realizzò il mosaico della Sibilla Ellespontica per la pavimentazione della Cattedrale di Siena; nel 1485 la tomba in marmo per il Vescovo di Pienza Tommaso del Testa Piccolomini nella stessa cattedrale; e nel 1487 la statua di Santa Caterina d'Alessandria nella Cappella di San Giovanni Battista della cattedrale.
Nell'ultimo decennio del '400 dipinse una pala d'altare per la pieve della Santissima Annunziata a Montisi e, per i Piccolomini la figura di Claudia Quinta (National Gallery di Londra). Dell'ultimo periodo della sua produzione pittorica sono conosciute molte opere, che hanno per soggetto la Vergine con il Bambino e Santi in collezioni pubbliche e private, fra le quali: una al Museo Horne di Firenze, una al Museo di belle arti di Chambéry, una al Museo di Villa Cagnola a Gazzada Schianno e una in collezione Chigi Saracini (ora del Monte dei Paschi di Siena) a Siena.